# バークシャー伯爵
バークシャー伯爵（バークシャーはくしゃく。英: Earl of Berkshire）は、イギリスの伯爵、貴族。イングランド貴族爵位。これまでに2度創設されており、現在はサフォーク伯爵ハワード家が保持する。

## 歴史

### ノリス家（第1期）

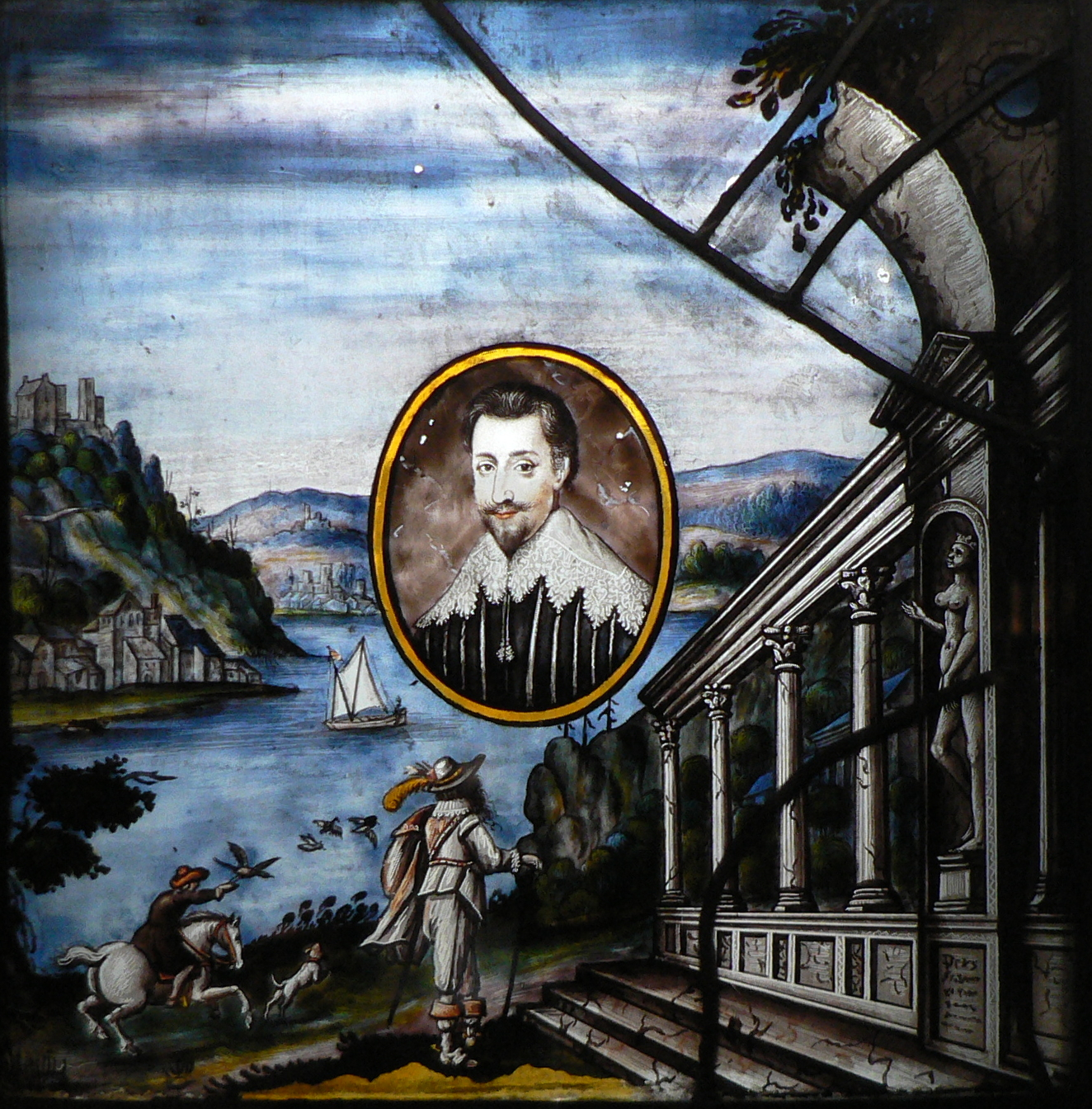
初代伯(第1期)フランシス・ノリス

ステュアート朝の廷臣フランシス・ノリスは、1621年1月28日にバークシャー伯爵 (Earl of Berkshire) 及びテイム子爵 (Viscount Thame)を授けられた。この叙爵が第1期の創設であり、両爵位ともにイングランド貴族爵位である。彼が自死を選ぶと、後に残された者は庶子フランシスのみであったことから、爵位はノリス男爵位を残してすべて廃絶した。
なお、ノリス男爵位は一人娘エリザベスに継承されたのち、アビンドン伯爵の従属爵位として現存している。

### ハワード家（第2期）
トマス・ハワードはランカスター選挙区選出の庶民院議員を務めたのち、1621年頃にアンドーヴァー子爵 (Viscount Andover) 及びウィルトシャー州チャールトンの,チャールトンのハワード男爵 (Baron Howard of Charlton, of Charlton in the County of Wiltshire) に叙された。彼はさらに1625年頃にバークシャー伯爵 (Earl of Berkshire) に昇叙したが、これが現在まで続く伯爵位叙爵にあたる。一連の爵位はすべてイングランド貴族爵位である。彼ののちはその息子チャールズが爵位を相続した。

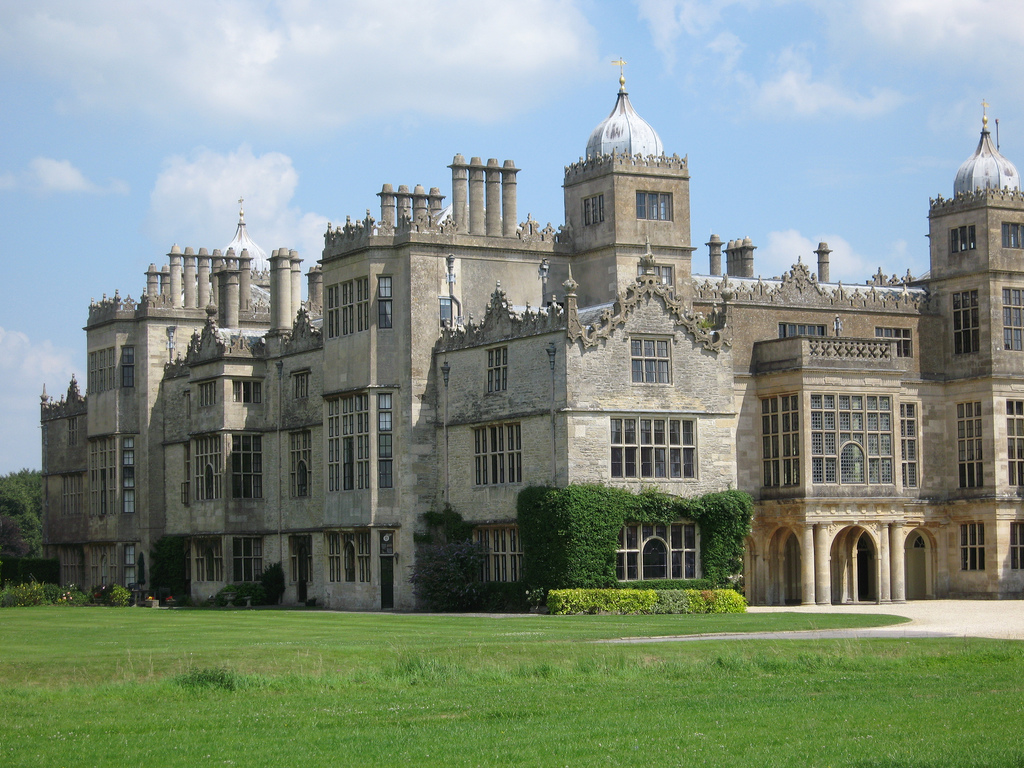
伯爵家の現邸宅であるチャールトン・パーク

2代伯チャールズ はチャールズ1世戴冠式に際してバス勲章を授けられたほか、後年は寝室官長を務めた。しかし彼には子がなかったため、爵位は弟のトマス 、その又甥ヘンリーの順で継承された。
4代伯ヘンリーは副軍務伯を務めた廷臣であったが、1745年に遠縁の第10代サフォーク伯爵ヘンリー・ハワードが死去するとサフォーク伯爵を継承したため、これ以降の歴代バークシャー伯爵はサフォーク伯爵を兼ねることとなり、現在に至っている。(→以降の歴史は、サフォーク伯爵を参照。)

## 現当主の保有爵位
現当主である第15代バークシャー伯爵アレクサンダー・ハワードは以下の爵位を有する。
- 第15代バークシャー伯爵（15th Earl of Berkshire）
(1625/26年2月7日の勅許状によるイングランド貴族爵位)
- 第22代サフォーク伯爵（22nd Earl of Suffolk） 
(1603年7月21日の勅許状によるイングランド貴族爵位)
- 第15代アンドーヴァー子爵（15th Viscount Andover）
(1621/22年1月23日の勅許状によるイングランド貴族爵位)
- 第15代ウィルトシャー州チャールトンの,チャールトンのハワード男爵（15th Baron Howard of Charlton, of Charlton in the County of Wiltshire）
(1621/22年1月23日の勅許状によるイングランド貴族爵位)

## 歴代伯爵一覧

### バークシャー伯爵（第1期;1621年）
- 初代バークシャー伯爵フランシス・ノリス（英語版） (1579-1622)

### バークシャー伯爵（第2期;1626年）
- 初代バークシャー伯爵トマス・ハワード（英語版） (1590–1669)
- 第2代バークシャー伯爵チャールズ・ハワード（英語版） (1615–1679)
- 第3代バークシャー伯爵トマス・ハワード（英語版） (1619–1706)
- 第4代バークシャー伯爵ヘンリー・ボウズ・ハワード (1687–1757) (1745年にサフォーク伯爵継承)

以降の歴代当主は、サフォーク伯爵を参照。